# Annalisa Ericson
Annalisa Ericson (14. september 1913 – 21. april 2011) var en svensk skuespillerinde. Ericson spillede med i 58 svenske film mellem 1930 og 1991.